# Nationalstraße 112 (China)
Die chinesische Nationalstraße 112 (chinesisch 112国道, Pinyin 112 Guódào, englisch China National Highway 112), chin. Abk. G112, ist eine 1.228 km lange ringförmige Fernstraße rund um Peking auf dem Gebiet der Provinz Hebei und der regierungsmittelbaren Stadt Tianjin. Gegen den Uhrzeigersinn betrachtet führt sie von dem südwestlich von Peking gelegenen Gaobeidian über Bazhou, Ninghe, Fengnan, Xinglong, Fengning, Chicheng, Xuanhua und Laiyuan zurück nach Gaobeidian.